# Mario & Luigi: Paper Jam Bros.
Mario & Luigi: Paper Jam Bros. (w Ameryce Północnej jako Mario & Luigi: Paper Jam.) – komputerowa gra fabularna wydana przez Nintendo na Nintendo 3DS w grudniu 2015 roku.

## Odbiór gry
Gra zebrała ogólnie pozytywne recenzje. Paper Jam Bros. ma łączny wynik 76/100 w serwisie Metacritic, co wskazuje na „ogólnie pozytywne” recenzje.
Sprzedała się w Japonii w około 50 tys. egzemplarzy w ciągu pierwszych kilku dni od premiery, co stanowiło około 17,97% pierwotnej dostawy. Edycja gry dołączona z Mario Kart 7 sprzedała się w dodatkowych 2 tys. egzemplarzach.